# Чемпионат Европы по спортивной гимнастике 1998 (женщины)
Чемпионат Европы по спортивной гимнастике 1998 года среди женщин прошёл 30 апреля — 3 мая в Санкт-Петербурге (Россия).

## Общий медальный зачёт
| Место | Страна  | Золото | Серебро | Бронза | Всего |
| ----- | ------- | ------ | ------- | ------ | ----- |
| 1     | Россия  | 4      | 1       | 1      | 6     |
| 2     | Румыния | 2      | 3       | 4      | 9     |
| 3     | Венгрия | 1      | 0       | 0      | 1     |
| 4     | Украина | 0      | 2       | 1      | 3     |

## Медалисты

### Командное первенство
| Место | Страна  | Спортсмены                                                                             | Баллы   |
| ----- | ------- | -------------------------------------------------------------------------------------- | ------- |
| 1     | Румыния | Симона Амынар Клаудия Пресэкан Мария Олару Корина Унгуряну Александра Добреску         | 115.939 |
| 2     | Россия  | Светлана Хоркина Евгения Кузнецова Людмила Ежова Елена Замолодчикова Елена Долгополова | 112.720 |
| 3     | Украина | Ольга Тесленко Виктория Карпенко Инга Шкарупа Галина Тырык Наталья Сиренко             | 112.632 |

### Абсолютное первенство
| Место | Спортсмен                | Баллы  |
| ----- | ------------------------ | ------ |
| 1     | Россия Светлана Хоркина  | 38.624 |
| 2     | Румыния Симона Амынар    | 38.392 |
| 3     | Румыния Клаудия Пресэкан | 38.267 |

### Опорный прыжок
| Место | Спортсмен             | Баллы |
| ----- | --------------------- | ----- |
| 1     | Венгрия Адриенн Варга | 9.643 |
| 2     | Румыния Мария Олару   | 9.543 |
| 2     | Румыния Симона Амынар | 9.543 |

### Разновысокие брусья
| Место | Спортсмен                 | Баллы |
| ----- | ------------------------- | ----- |
| 1     | Россия Светлана Хоркина   | 9.900 |
| 2     | Украина Виктория Карпенко | 9.787 |
| 3     | Румыния Клаудия Пресэкан  | 9.762 |

### Упражнения на бревне
| Место | Спортсмен                | Баллы |
| ----- | ------------------------ | ----- |
| 1     | Россия Евгения Кузнецова | 9.775 |
| 2     | Украина Ольга Тесленко   | 9.687 |
| 3     | Россия Людмила Ежова     | 9.662 |
| 3     | Румыния Симона Амынар    | 9.662 |

### Вольные упражнения
| Место | Спортсмен               | Баллы |
| ----- | ----------------------- | ----- |
| 1     | Румыния Корина Унгуряну | 9.787 |
| 1     | Россия Светлана Хоркина | 9.787 |
| 3     | Румыния Симона Амынар   | 9.725 |